# نيجمة أنيقة
نيجمة أنيقة (الاسم العلمي: Geastrum elegans) هو نوع من الفطريات يتبع جنس النيجمة من الفصيلة النيجمية.